# Calexico
Calexico je město v Kalifornii ve Spojených státech amerických, ležící v okrese Imperial County na hranici s Mexikem (odtud název, kontaminace slov California a Mexico). Podobný název má i město na druhé straně hranice, sice Mexicali. Podle sčítání lidu v roce 2010 zde žilo 38 572 obyvatel, což znamenalo nárůst o 42,3% oproti předchozímu sčítání (2000), kdy zde žilo pouze 27 109 lidí. Městem prochází státní silnice č. 98, 7 a 111, prochází jím železnice (Union Pacific Railroad) a nedaleko města se nachází veřejné letiště.